# Filialkirche Sieding

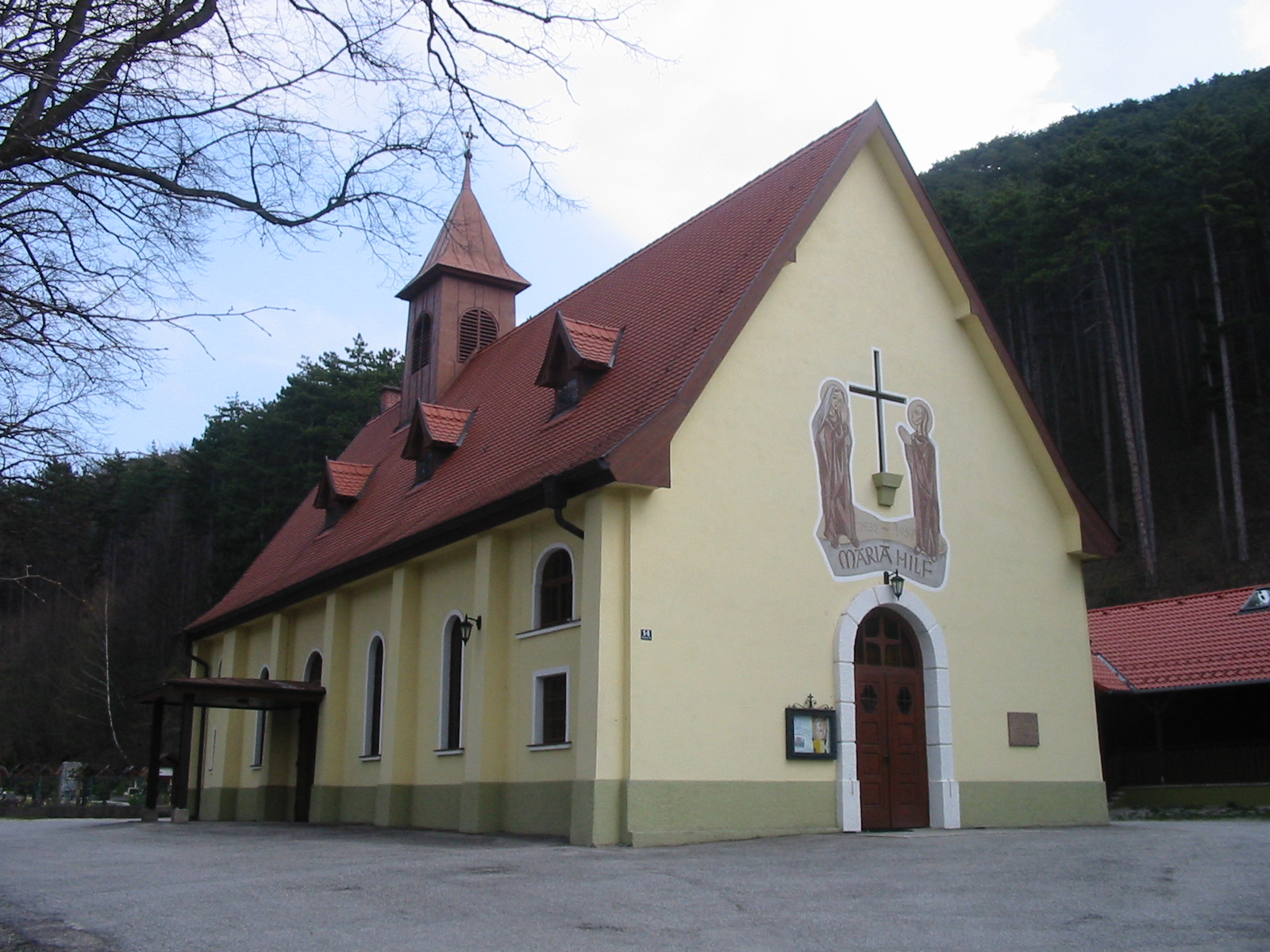
Katholische Filialkirche Maria Hilf in Sieding

Die Filialkirche Sieding steht in der Ortschaft Sieding in der Stadtgemeinde Ternitz im Bezirk Neunkirchen in Niederösterreich. Die dem Patrozinium Maria Hilf unterstellte römisch-katholische Filialkirche gehört zum Dekanat Neunkirchen im Vikariat unter dem Wienerwald der Erzdiözese Wien. Die Kirche steht unter Denkmalschutz (Listeneintrag).

## Geschichte
Beim Bildstock St. Pankraz etwa einen km südöstlich des Ortes an der Straße nach Neunkirchen stand die 1898 abgebrochene Filialkirche hl. Pankraz, urkundlich 1352 genannt, laut Grabung 1977 bestand im 12. Jahrhundert eine Chorquadratkirche. Südlich davon befindet sich eine durch den Straßenbau teils zerstörte mittelalterliche Hausberganlage.

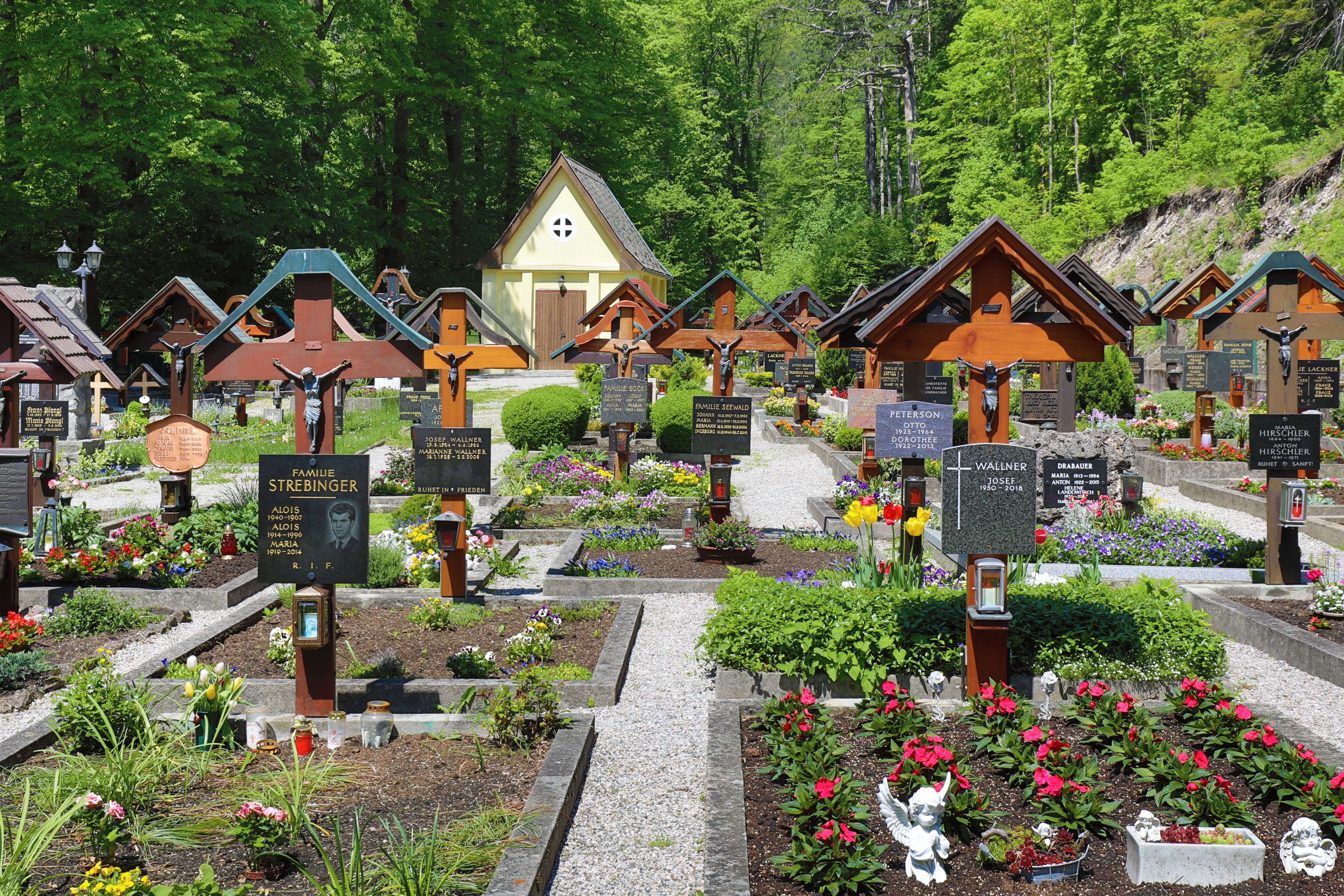
Der mit der Kirche gleichzeitig errichtete Friedhof mit den einheitlich gestalteten Gräbern

Die Filialkirche Mariahilf wurde 1931/1932 erbaut, gleichzeitig wurde ein kleiner Friedhof mit einer kleinen Friedhofskapelle angelegt.

## Architektur
Der schlichte Saalraum über einem rechteckigen Grundriss unter einem Satteldach hat einen kleinen nordseitigen Dachreiter. Die südliche Giebelfront zeigt die Ritzmalerei der Heiligen Maria und Johannes Evangelist unter dem Kreuz aus 1957.
Das Kircheninnere zeigt ein Langhaus unter einer flachen Balkendecke über Wandpfeilern. Der einheitlich dunkle Raumeindruck entsteht durch die Holzverkleidung.

## Ausstattung
Über dem Volksaltar befindet sich ein großes Kruzifix. Der Seitenaltar mit dem Altarbild Heilige Familie entstand in der Bauzeit der Kirche. Die Orgel aus dem Jahre 1964 mit 10 Registern und elektropneumatischer Traktur baute Rudolf Novak/Klagenfurt.